# Tony Snyder
 (octobre 2023).
Si vous disposez d'ouvrages ou d'articles de référence ou si vous connaissez des sites web de qualité traitant du thème abordé ici, merci de compléter l'article en donnant les références utiles à sa vérifiabilité et en les liant à la section « Notes et références ».
Tony Snyder est un personnage fictif de la série télévisée Skins (2011) interprété par James Milo Newman,. Il apparait dans la saison 1 en tant que personnage principal.

## Biographie du personnage
Tony semble être à première vue l'enfant parfait dont rêveraient chaque parent : il est séduisant, très populaire à Baltimore, il s'en sort bien à l'école, et la plupart des filles donneraient n'importe quoi pour sortir avec lui.
Tony possède cependant un côté sombre. En dépit de son charme et de sa confiance en soi, il possède un caractère arrogant et se croit souvent supérieur aux autres sans que ceux-ci s'en aperçoivent.

## Histoire du personnage
Dans Tony, le pilote de la série, il aide son meilleur ami Stan — persuadé de passer pour un perpétuel loser —  à perdre sa virginité avant d'avoir 17 ans. Il lui suggère d'essayer d'avoir une relation avec Cadie, une amie de Michelle. Il demande à Stan d'aller acheter de la marijuana à un dealer local, marijuana qui finira dans un étang à la fin de l'épisode.
Tony commencera par la suite un flirt avec Tea, une amie lesbienne. Dans l'épisode Tea ils couchent ensemble, puis il essaye, dans l'épisode Cadie, de la reconquérir.